# بخش پاتینیو
بخش پاتینیو (به اسپانیایی: Departamento Patiño) یک منطقهٔ مسکونی در آرژانتین است که در استان فورموسا واقع شده‌است.